# Alexandre Dubuque

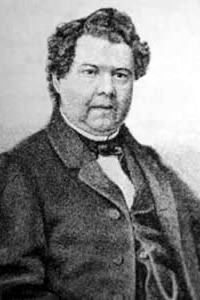
Alexandre Dubuque

Alexandre Dubuque (russisch Александр Иванович Дюбюк/Aleksander Iwanowitsch Djubjuk; * 20. Februarjul. / 3. März 1812greg. in Moskau; † 27. Dezember 1897jul. / 8. Januar 1898greg. ebenda) war ein russischer Pianist, Komponist und Musikpädagoge französischer Abstammung. 

## Leben und Wirken
Dubuque war Sohn des französischen Aristokraten Jean Charles Louis du Buc de Brimeau, der aus Frankreich während der Revolution flüchtete und sich in Russland niederließ. Er studierte in Moskau bei John Field. Auf Vorschlag von Nikolai Grigorjewitsch Rubinstein wurde er zum Professor am Moskauer Konservatorium berufen und blieb 1866 bis 1872 im Amt. Zu seinen Schülern gehörten u. a. Mili Alexejewitsch Balakirew und Nikolai Sergejewitsch Swerew. Nach dem Verlassen des Konservatoriums erteilte er privat Klavierunterricht.
Dubuque war ein glänzender Virtuose und trug oft Werke seines Meisters John Field vor.
Er schuf etwa 40 Klaviertranskriptionen der Werke von Franz Schubert und komponierte viele Lieder, insbesondere Romanzen, die bald von Ensembles für Zigeunermusik vorgetragen wurden. Er schrieb auch das Handbuch Technik des Klavierspiels (1866) und Erinnerungen an John Field.
Er war dreimal verheiratet und wurde Vater von sechzehn Kindern, von denen nur sechs überlebten. Er wurde auf dem Moskauer Wagankowski-Friedhof bestattet.

## Quelle
- Biografie (russisch)

| Personendaten    | Personendaten                                                        |
| ---------------- | -------------------------------------------------------------------- |
| NAME             | Dubuque, Alexandre                                                   |
| ALTERNATIVNAMEN  | Дюбюк, Александр Иванович (russisch); Djubjuk, Alexander Iwanowitsch |
| KURZBESCHREIBUNG | russischer Pianist und Komponist                                     |
| GEBURTSDATUM     | 3. März 1812                                                         |
| GEBURTSORT       | Moskau                                                               |
| STERBEDATUM      | 8. Januar 1898                                                       |
| STERBEORT        | Moskau                                                               |